# Спайдър-Мен: Далече от дома
„Спайдър-Мен: Далече от дома“ (на английски: Spider-Man: Far From Home) е американско фентъзи от 2019 г. за едноименния персонаж на Марвел Комикс. Режисьор е Джон Уотс, а сценарият е на Крис Маккена и Ерик Съмърс. Това е 23-тият филм в киновселената на Марвел и е продължение на Спайдър-Мен: Завръщане у дома. Премиерата в САЩ е на 2 юли 2019 г. Филмът си има продължение – Спайдър-мен: Без път към дома.

## Резюме
Приятелският квартален супергерой решава да се присъедини към най-добрите си приятели Нед и Ем Джей за ваканция в Европа. Но плановете на Питър да изостави супергеройския си живот за няколко седмици се развалят, когато е накаран от Ник Фюри да разследва мистерията зад нападенията на няколко елементови създания, което създава Хаос в целия континент.

## Актьорски състав
| Актьор          | Роля                       |
| --------------- | -------------------------- |
| Том Холанд      | Питър Паркър / Спайдър-Мен |
| Самюъл Джаксън  | Ник Фюри                   |
| Джейк Джилънхол | Куентин Бек / Мистерио     |
| Зендая          | Мишел „Ем Джей“ Джоунс     |
| Мариса Томей    | Мей Паркър                 |
| Джон Фавро      | Хепи Хоган                 |
| Коби Смолдърс   | Мария Хил                  |
| Джейкъб Баталон | Нед Лийдс                  |
| Ангури Райс     | Бети Брант                 |
| Тони Револори   | Юджийн „Флаш“ Томпсън      |
| Мартин Стар     | Роджър Харингтън           |
| Джей Кей Симънс | Джей Джона Джеймисън       |
| Бен Менделсън   | Талос                      |

## В България
В България филмът излиза по кината на 5 юли 2019 г. от „Александра Филмс“.
На 10 февруари 2024 г. ще се излъчва премиерно по Нова телевизия в събота от 20:00 ч. с български дублаж, направен за телевизията. Екипът се състои от:
| Пост                | Име |
| ------------------- | --- |
| Озвучаващи артисти  | Христина Ибришимова Ани Василева Стефан Сърчаджиев Христо Узунов Здравко Методиев Георги Георгиев-Гого |
| Преводач            | Илияна Велчева                                                                                         |
| Тонрежисьор         | Лазар Йончев                                                                                           |
| Режисьор на дублажа | Димитър Кръстев                                                                                        |